# Reinhard Firlinger
Reinhard Firlinger (* 5. November 1954 in Linz) ist ein österreichischer Unternehmensberater und Politiker (LIF/FPÖ). Firlinger war von 1994 bis 2002 Abgeordneter zum Nationalrat.

## Ausbildung und Beruf
Firlinger besuchte von 1961 bis 1965 die Volksschule in Linz und im Anschluss das Humanistische Gymnasium in Linz, die er 1973 mit der Matura beendete. Firlinger leistete 1973 den Präsenzdienst ab. Er studierte danach ab 1974 Handelswissenschaften und schloss sein Studium 1980 mit dem akademischen Grad Mag. rer. soc. oec. ab. Er ist seit 1974 Mitglied der katholischen Studentenverbindung K.Ö.H.V. Franco-Bavaria Wien im ÖCV. Firlinger ist Reserveoffizier (Oberleutnant).
Firlinger arbeitete von 1980 bis 1988 als Controller, Marketingleiter und Konzernmarketingleiter bei der Steyr Daimler Puch AG und war von 1988 bis 1996 Geschäftsführer der Firma Bauer Kaba GmbH. 1996 machte er sich als Unternehmensberater selbständig. Seit 2005 ist Firlinger geschäftsführender Gesellschafter der Axxon International Ltd.

## Politik
Firlinger zog am 7. November 1994 für das Liberale Forum in den Nationalrat ein und war dessen Verkehrssprecher. Am 2. Oktober 1996 verkündete Firlinger, das Liberale Forum zu verlassen, da sich die Partei zu stark um (gesellschaftliche) Randthemen kümmere und zu wenig um die Wirtschaftspolitik. Er wechselte am 3. Oktober zur FPÖ und wurde 1996 in den Landesparteivorstand der FPÖ Niederösterreich gewählt. Zudem war Firlinger ab 1995 Mitglied des Gemeinderates von Gars am Kamp. Firlinger war Bautensprecher des FPÖ-Parlamentsklubs und galt während der Regierungsbeteiligung der FPÖ als Kandidat für das Amt des Verkehrsministers. Er gehörte bis zum 19. Dezember 2002 dem Nationalrat an.

## Auszeichnungen
- Großes Goldenes Ehrenzeichen für Verdienste um die Republik Österreich (2003)[5][6]